# Ich hab’ von dir geträumt
Ich hab’ von dir geträumt ist ein 1943 gedrehter deutscher Spielfilm. Unter der Regie von Wolfgang Staudte spielen Fita Benkhoff und Karl Schönböck die Hauptrollen.

## Handlung
Maria Dahlberg ist eine gefeierte Sängerin, die von ihren Fans nur allzu gern mit Aufmerksamkeit bedacht wird. Diesmal gelingt es ihr, unbehelligt von Reportern und Autogrammjägern in ihrem Hotelzimmer zu verschwinden. Das Zimmermädchen gibt ihr den Rat, sich vor dem Zubettgehen dreimal vor dem Spiegel zu verbeugen, dann werde der nächste Traum wahr werden. So schläft die Künstlerin ein und hat sogleich einen äußerst intensiven Traum. In dem begegnet sie einem mit einem Strauß weißer Lilien bewaffneten Verehrer, der ihr voraussagt, dass sie ihn erst dann loswerden würde, wenn sie ihn heiraten werde. Nach einem Skandal während einer Konzertvorstellung und einem sich anschließenden Autounfall wacht Maria schreckensbleich auf. Gott sei Dank, es war ja alles nur ein Traum…
Als ihre beste Freundin Helene auftaucht, bemerkt diese, wie nervlich angespannt Maria ist, und „verschreibt“ ihr erst einmal Ablenkung von all dem Stress, indem sie die Sängerin zu sich in ihr Elternhaus einlädt. Hier, fernab von dem Getöse der Großstadt und all den Fans und Verehrern, könne sie sich erholen und Ruhe finden. Kaum wollen die beiden Frauen das Hotel verlassen, da kommt ihnen auf der Treppe ein junger Mann mit weißen Lilien entgegen. Er heißt Peter Paulsen und ist auf dem Weg zu seinem Röschen, seiner Braut in spe, die ebenfalls in diesem Hotel abgestiegen ist. Maria, die tatsächlich glaubt, dass Traum und Wirklichkeit miteinander zu verschmelzen drohen, macht dem völlig verblüfften Bräutigam in schroffem Ton klar, dass er es sich ersparen könne, sich weiterhin um sie zu bemühen. Der Ahnungslose ist zunächst verdutzt, doch Maria legt bei der nächsten unabsichtlichen Begegnung sogar noch „einen drauf“. Schließlich wird versehentlich Peters Brautgeschenk an Röschen, eine Brillantbrosche, von einem Boten auch noch fälschlicherweise an Maria übergeben. Da sie sofort die Flucht ergreift, wenn sie Peter nur sieht, bleibt dem Bräutigam gar nichts anderes übrig, als sich nun tatsächlich an Marias Fersen zu heften.
Maria sieht sich verfolgt, und Peter will doch einfach nur sein Brautgeschenk zurück! Da sie ihm kontinuierlich ausweicht, bleibt Peter gar nichts anderes übrig, als sie dort zu stellen, wo sie nicht entfliehen kann: während eines Konzerts auf der Bühne. Es kommt zum Eklat, und Marias Traum von einem Skandal im Konzertsaal hat sich ebenfalls bewahrheitet. Hals über Kopf reist Maria Dahlberg ab, und Röschens Eltern lesen aus der Presse von einer vermuteten Affäre ihres Schwiegersohns in spe. Daraufhin untersagen sie ihrer Tochter, diesen mutmaßlich treulosen „Windhund“ zu heiraten. Peter reist ihnen im Zug nach und landet prompt im angrenzenden Abteil, in dem Maria Platz genommen hat. Bei einer Begegnung beider kommt es endlich zur Klärung aller Missverständnisse.
Kaum ist die eine Verwirrung geklärt, entsteht eine neue. Auch Maria hat einen Verlobten namens Arthur, der allerdings von ihr nur „Schnurzl“ genannt wird; und Schnurzl muss am Bahnhof erkennen, wie Peter Paulsen im Schlafanzug aus dem Abteil tritt, in dem Maria genächtigt hatte. Die Verwicklungen lassen sich kaum glaubhaft erklären; und so glaubt weder „Schnurzl“ Marias Beteuerungen, dass nichts Ehrenrühriges geschehen sei, noch Röschens Mutter. Da Peter Maria die Schuld an der von Röschens Eltern betriebenen Auflösung der Verlobung gibt, tut er das Seine, um auch Marias Verlobung zu ruinieren, indem er „Schnurzl“ mit viel Hintersinn sagt, dass man sich die gemeinsame Reisezeit im Zug ganz reizend vertrieben habe. „Schnurzl“ Viktor hat die Nase voll und löst die Verlobung mit seiner Braut. Zu allem Unglück erleben dann auch noch Peter und Maria den von ihr geträumten Autounfall, sodass Maria einsieht: Der Traum hatte in allem recht, und man kann sich nicht gegen sein Schicksal wehren. Maria und Peter beschließen daher zu heiraten.

## Produktionsnotizen
Ich hab’ von dir geträumt (Alternativschreibung Ich hab’ von Dir geträumt und Ich hab’ von Dir geträumt!) wurde ab dem 1. April 1943 bis in den Juni desselben Jahres hinein im Jofa-Atelier in Berlin-Johannisthal sowie in Berlin gedreht und erst am 12. Juli 1944 am BTL Potsdamer Straße uraufgeführt. Es handelt sich um eine Produktion der Tobis-Filmkunst GmbH. Die Produktionskosten beliefen sich auf etwa 885.000 Reichsmark, bis Januar 1945 hatte der Film 933.000 RM eingespielt. Im Fernsehen der Bundesrepublik Deutschland wurde der Film erstmals am 22. Januar 1986 von RTL gezeigt. Er lief zudem unter demselben Titel in Österreich und unter dem Titel J’ai rêvé de toi in Frankreich.
Die Bauten wurden von Otto Erdmann entworfen und von Franz F. Fürst ausgeführt. Eugen Hrich war für den Ton zuständig, Ernst Erich Buder steuerte einige Schlagerlieder bei. Das Titellied sang Rudi Schuricke.
Die Schauspielveteranin Josefine Dora spielte hier ihre letzte Filmrolle, sie starb noch vor der Uraufführung.

## Kritiken
Paimann’s Filmlisten resümierte: „Burleske Verwechslungsgeschichte, in der sich Reales und Unwirkliches überschneidet. Wenn auch ihr Stil nicht konsequent durchgehalten, sind doch alle Einfälle und Pointen geschickt auf die gemeinsame Basis fast pausenloser Lachwirkungen gebracht und das Komikerensemble recht wirksam eingesetzt.“
Der Kritiker und Autor Karlheinz Wendtland meinte zu Staudtes zweiter Regiearbeit: „Ein Schauspiel der Irrungen und Wirrungen, komödiantisch zubereitet von Wolfgang Staudte.“

„Staudtes zweiter Spielfilm ist eine unterhaltsame Bagatelle, die nichts von den menschlichen, künstlerischen und kritischen Qualitäten seiner späteren Filme ahnen läßt.“